# Усть-Урт-Каракумский район
Усть-Урт-Каракумский район — единица административного деления Адаевского уезда Киргизской АССР, существовавшая с марта по июль 1923 года.

## Административное устройство
Усть-Урт-Каракумский район был образован в составе Адаевского уезда 20 марта 1923 года. Всё население района было кочевым, поэтому постоянного административного центра район не имел. В район входило 7 волостей: 4-я Адаевская, 6-я Адаевская, 7-я Адаевская, Али-Баимбетовская, Келимбердинская, 1-я Туркменадаевская, 2-я Туркменадаевская. 5 июля 1923 года Усть-Урт-Каракумский район был упразднён, а входившие в него волости отошли в прямое подчинение Адаевскому уезду.